# Marquess of Hamilton

Wappen der Marquesses of Hamilton

Marquess of Hamilton war ein erblicher britischer Adelstitel in der Peerage of Scotland. Der Titel ruht seit 1651.

## Verleihung
Der Titel wurde am 17. April 1599 für John Hamilton, den dritten Sohn des 2. Earl of Arran geschaffen. Zusammen mit der Marquesswürde wurden ihm die nachgeordneten Titel Lord Aven and Innerdale und Earl of Arran verliehen.
Sein Sohn, der 2. Marquess, erbte von seinem Onkel auch die Titel 4. Earl of Arran (1503) und 5. Lord Hamilton (1445) und wurde am 5. Mai 1608 auch zum Lord Aberbrothwick und am 16. Juni 1619 in der Peerage of England auch zum Earl of Cambridge und Baron Innerdale erhoben. Dessen Sohn, der 3. Marquess, wurde 1643 auch zum Duke of Hamilton erhoben. Beim Tod von dessen Bruder, dem 2. Duke, erloschen das Marquessate Hamilton und die übrigen Titel von 1599, 1608 und 1619, das Earldom Arran und die Lordship Hamilton ruhen seither, und das Dukedom Hamilton fiel an dessen Nichte Anne Hamilton.

## Liste der Marquesses of Hamilton (1599)
- John Hamilton, 1. Marquess of Hamilton (um 1535–1604)
- James Hamilton, 2. Marquess of Hamilton, 5. Lord Hamilton (1589–1625)
- James Hamilton, 1. Duke of Hamilton, 3. Marquess of Hamilton (1606–1649)
- William Hamilton, 2. Duke of Hamilton, 4. Marquess of Hamilton (1616–1651)